# Чайковські
Чайко́вські (пол. Czajkowscy, Czaykowscy, в однині пол. Czajkowski, Czaykowski) — польські, литовські й українські дворянські роди. 
Об'єднує декілька дворянських родів, з яких більш древні (занесені до VI частини родовідних книг) литовсько-польського походження. Записані до родовідних книг Волинської, Вітебської, Київської, Могильовської, Подільської, а також Чернігівської губерній (вихідці з Вітебської та Волинської).

## Походження та історія родів

### Польсько-Литовські роди
У «Оксамитовій книзі» (1787) й історичній праці Г. Ф. Міллера «Відомості про дворян російських» (1790) зазначається, що Чайковські своє родове ім'я взяли від Єроша Чайковського, який виїхав з Польщі. Родоначальник прапорщик Ярош Чайковський згаданий у списку служивих іноземців роти ротмістра Вандьянуша із зазначенням помісних і грошових окладів (1617—1618).

### Українські роди
Один з цих родів походив від військового товариша Ніжинського полку Григорія Олександровича Чайковського (Чаєвського) герба Дембно, який вийшов на Лівобережжя до Гетьманщини з Речі Посполитої.
- У витоків іншого роду був Федір Опанасович Чайка (1695—1767) — козацький старшина Омельницкої сотні Миргородського полку; дружина Анна N (1717—?).
  - Чайка Петро Федорович (1745—1818) — під час навчання у Києво-Могилянській академії змінив своє родове прізвище на Чайковський; штаб-лікар, городничий; дворянин (1785); дружина Анастасія Степанівна Посохова (1751—?).
    - Петро Петрович[ru] (1789—1871) — генерал-майор; дружина Євдокія Петрівна Беренс (Юліана Елізабет фон Беренс, 1812—1880).
      - Митрофан Петрович[ru] (1840—1903) — генерал від інфантерії, комендант Івангородської фортеці, командир 3-го армійського корпуса.
      - Андрій Петрович[ru] (1841—1920) — генерал від інфантерії, губернатор Ферганскої області.

    - Ілля Петрович[ru] (1795—1880) — гірничий інженер; друга дружина Олександра Андріївна Ассієр (1813—1854).
      - Микола Ілліч[ru] (1838—1910) — інженер шляхів сполучення.
      - Петро Ілліч (1840—1893) — композитор, педагог, диригент і музичний критик.
      - Іпполит Ілліч[ru] (1843—1927) — генерал-майор адміралтейства.
      - Анатолій Ілліч[ru] (1850—1915) — судовий і державний діяч, сенатор, таємний радник.
      - Модест Ілліч (1850—1916) — близнець Анатолія Ілліча, драматург, оперний лібреттист, перекладач, театральний критик.

## Інші представники
- Чайковський Василь Іванович — московський дворянин[ru] у «начальних людях» (1692)[9], воєвода у Верхньому Ломові (1694)[10].